# Abbaye Saint-Benoît-du-Lac
Pour les articles homonymes, voir Abbaye Saint-Benoît.
L'abbaye de Saint-Benoît-du-Lac abrite une communauté bénédictine s'étant établie au Canada en 1912. L'abbaye est membre de la congrégation de Solesmes. Sa valeur est estimée en 2021 à 46,8 millions de dollars et sa superficie est de 2,2 millions de mètres carrés.

## Localisation

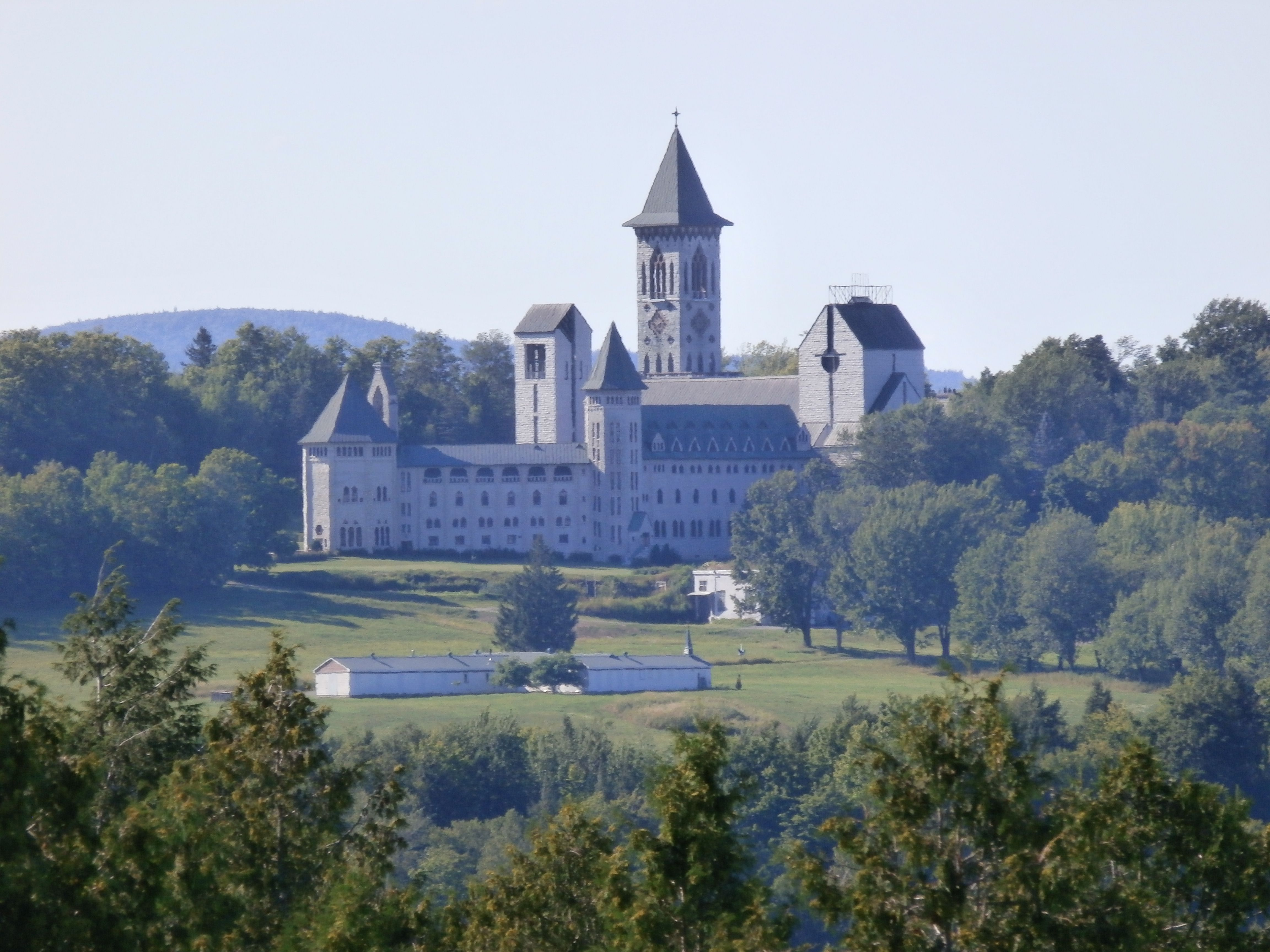
Abbaye Saint-Benoît-du-Lac sur la rive ouest du lac Memphrémagog.

L'abbaye est située dans la municipalité de Saint-Benoît-du-Lac au Québec (Canada), sur la rive ouest du lac Memphrémagog près du village d'Austin.
Bâti sur une colline, l'édifice religieux domine le lac tel un château avec ses tourelles et ses murs de pierre.
Haut-lieu du tourisme, le monastère se visite. Il est aussi un lieu de retraite. Sur réservation, les visiteurs peuvent y passer la nuit.
Les moines de l'abbaye fabriquent le réputé fromage Saint-Benoît et du cidre à partir de pommes cueillies dans leurs vergers. Ces produits ainsi que des livres, des enregistrements musicaux et des articles religieux sont offerts à la vente dans une boutique.

## Historique

### Établissement d'une communauté bénédictine
À partir de 1912, Dom Joseph Pothier (restaurateur du Chant grégorien), abbé de la communauté française de Saint-Wandrille de Fontenelle, alors exilée en Belgique à la suite des lois contre les congrégations confessionnelles en France, décide d'établir une communauté au Canada. Il envoie alors dans ce but le Père Dom Paul Vannier en mission dans le pays. Avec l’approbation de l’évêque de Sherbrooke Mgr LaRocque, il se porte acquéreur d’une ferme aux abords du lac Memphrémagog.
Quelques postulants se présentent dans ce qui n'est alors qu'une simple cella, et cinq moines français sont envoyés en renfort peu de temps avant le déclenchement de la Première Guerre mondiale. En 1914, Dom Vannier meurt accidentellement en se noyant dans le lac Memphrémagog alors qu’il se rendait à Magog dans une embarcation à moteur.
En 1919, la communauté, qui ne compte alors que cinq moines (quatre français et un canadien-français), rend sa situation critique et l'abbaye-mère décide de mettre fin à l’expérience. Cependant, afin de demander le maintien de la fondation, Saint-Benoît-du-Lac envoie deux religieux en Europe. Ces derniers convainquent finalement leurs supérieurs du maintien de la communauté canadienne. D'autant que la communauté de Saint-Wandrille qui a pu quitter la Belgique et regagner la France, ne viendra jamais s’établir au Canada.

### Fondation d'un prieuré autonome
C'est sous le priorat de Dom Léonce Crenier, de 1931 à 1944, que Saint-Benoît-du-Lac fut élevée au rang de prieuré conventuel (c'est-à-dire autonome) en 1935. Dom Crenier prit également la décision de bâtir l'édifice actuel et fera appel à Dom Bellot pour en dresser les plans. Les bâtiments sont bénits le 11 juillet 1941.
En 1944, Dom Georges Mercure devient le premier supérieur canadien du prieuré.

### Le prieuré devient abbaye
Le 23 septembre 1952, le prieuré est érigé en abbaye qui devient indépendante au sein de la Congrégation de Solesmes. Le Très Révérend Père Dom Odule Sylvain devint le premier abbé. C'est durant son abbatiat qui dura plus de 30 ans que seront construits, avec l’aide financière de nombreux laïcs, l’hôtellerie, le clocher et la crypte de l’église abbatiale. Les plans de ces bâtiments furent réalisés par Dom Claude-Marie Côté, moine architecte et disciple de Dom Bellot.
Le 13 juin 1983, le Très Révérend Père Dom Jacques Garneau est élu deuxième abbé de Saint-Benoît-du-Lac. C’est sous son abbatiat que commencent, en 1990, les travaux de construction de l’église abbatiale, selon les plans de l'architecte québécois d'origine roumaine Dan Hanganu. 	
Le 20 mai 2006, le Très Révérend Père Dom André Laberge est élu troisième abbé de Saint-Benoît-du-Lac, et reçoit la bénédiction abbatiale le 6 août de la même année.
Le 18 juin 2024, le Très Révérend Père Dom Robert Choquette est élu quatrième abbé de Saint-Benoît-du-Lac, et reçoit la bénédiction abbatiale le 23 juillet de la même année.
Elle compte une vingtaine de moines qui vivent selon la règle de saint Benoît.

## Quelques chiffres
La valeur de l'abbaye est estimée en 2021 à 46,8 millions de dollars et sa superficie est de 2,2 millions de mètres carrés.

## Galerie photos

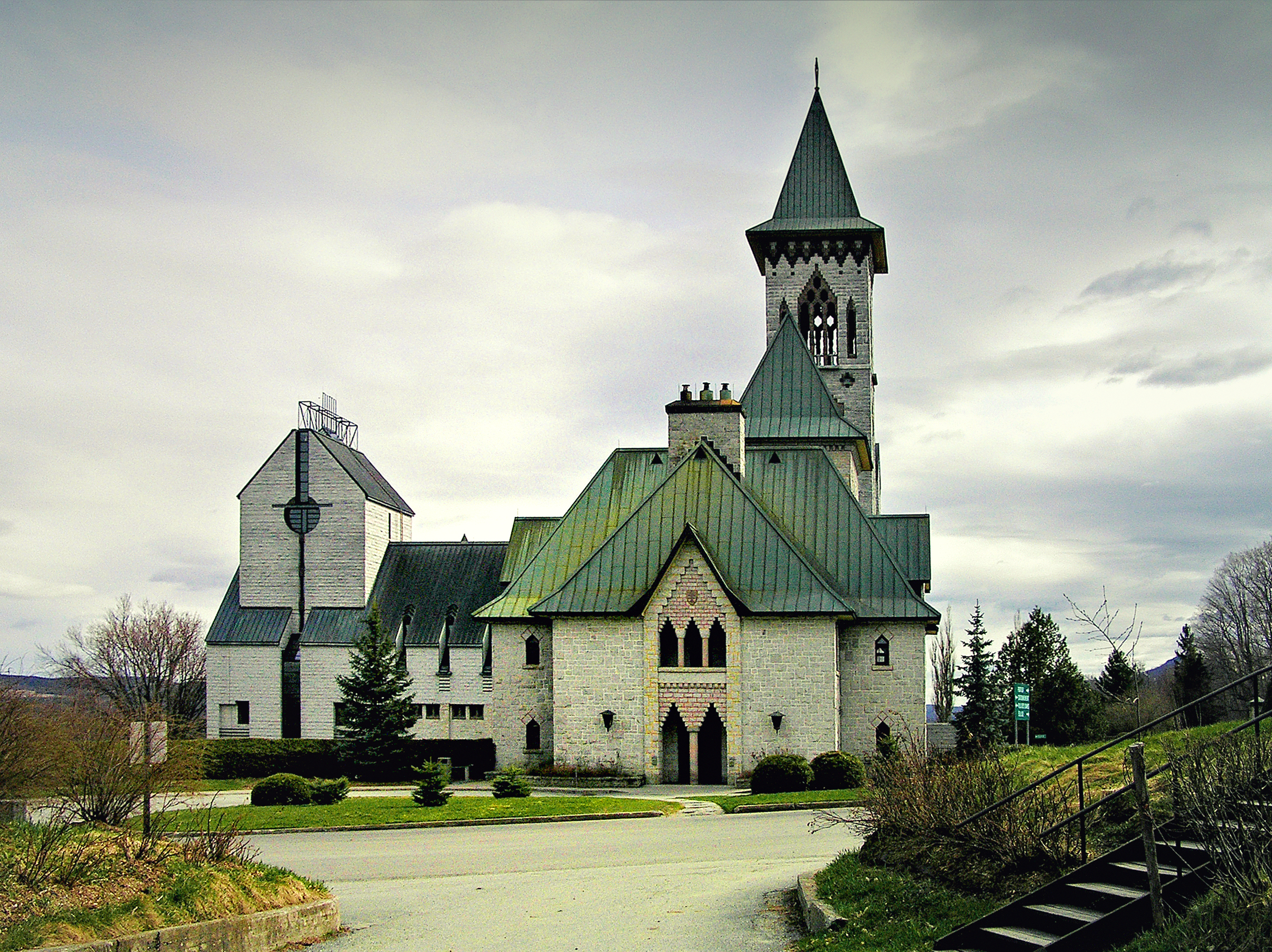
L'abbaye.
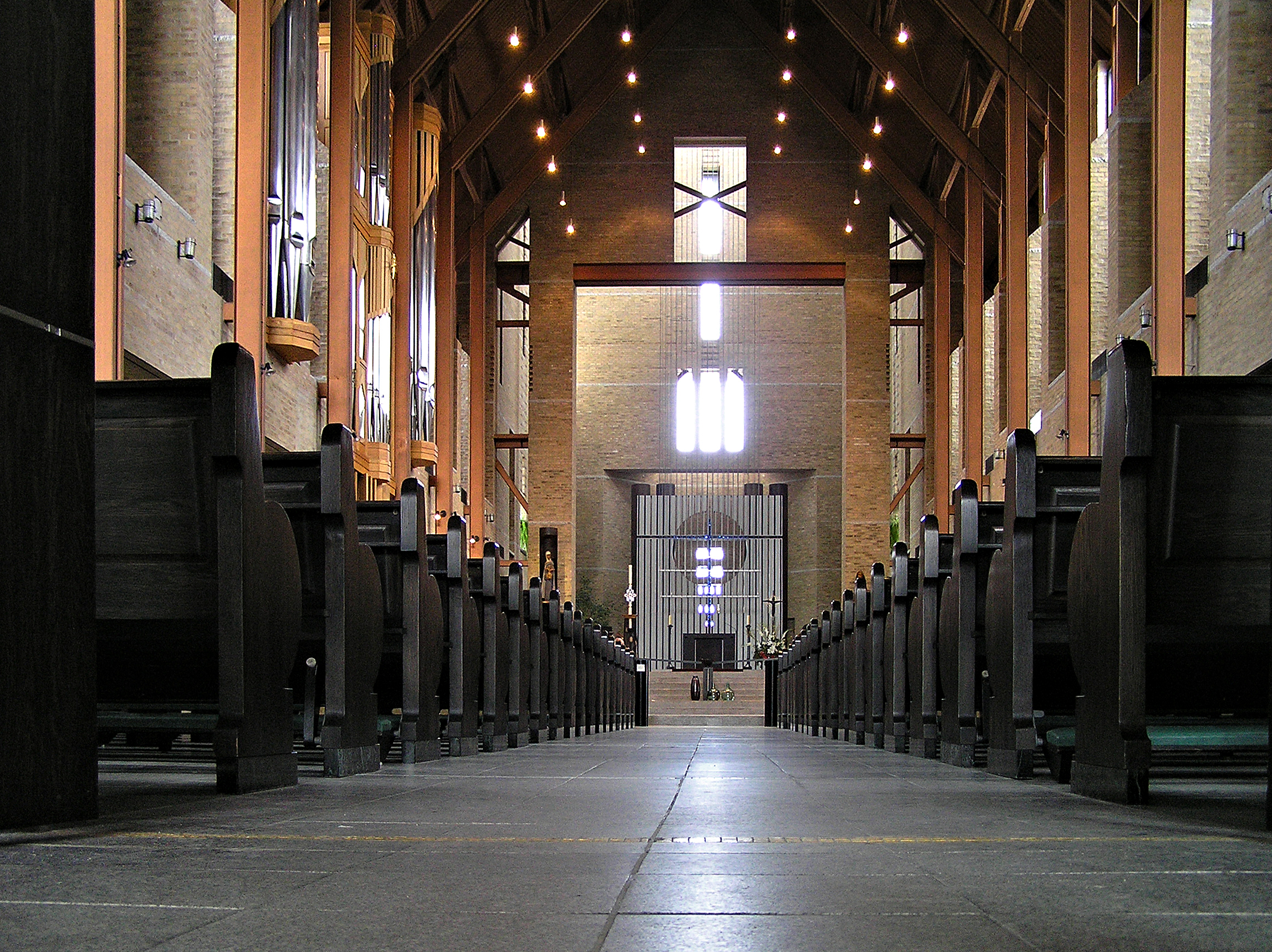
L'intérieur de l'église.
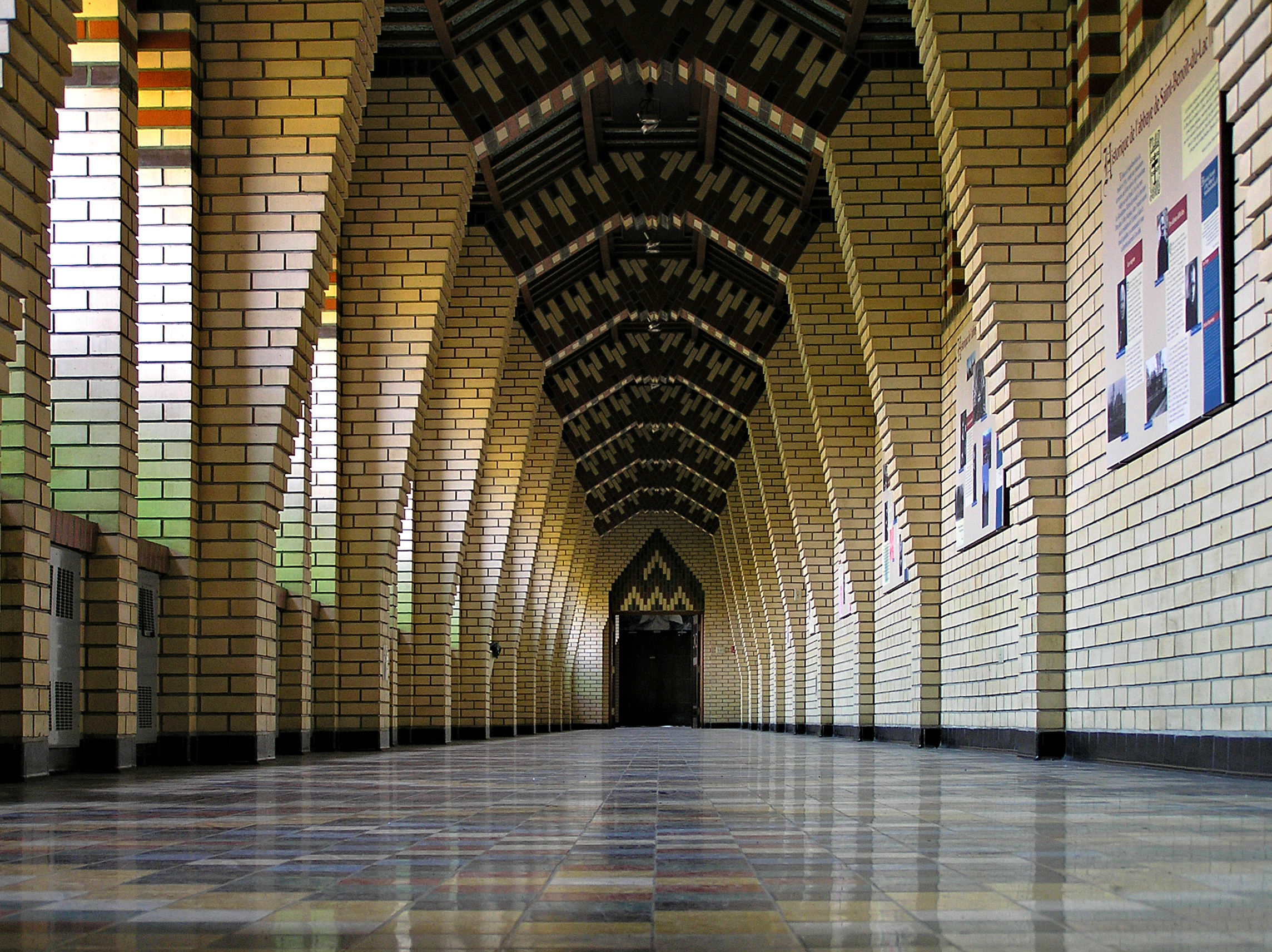
Le cloître.
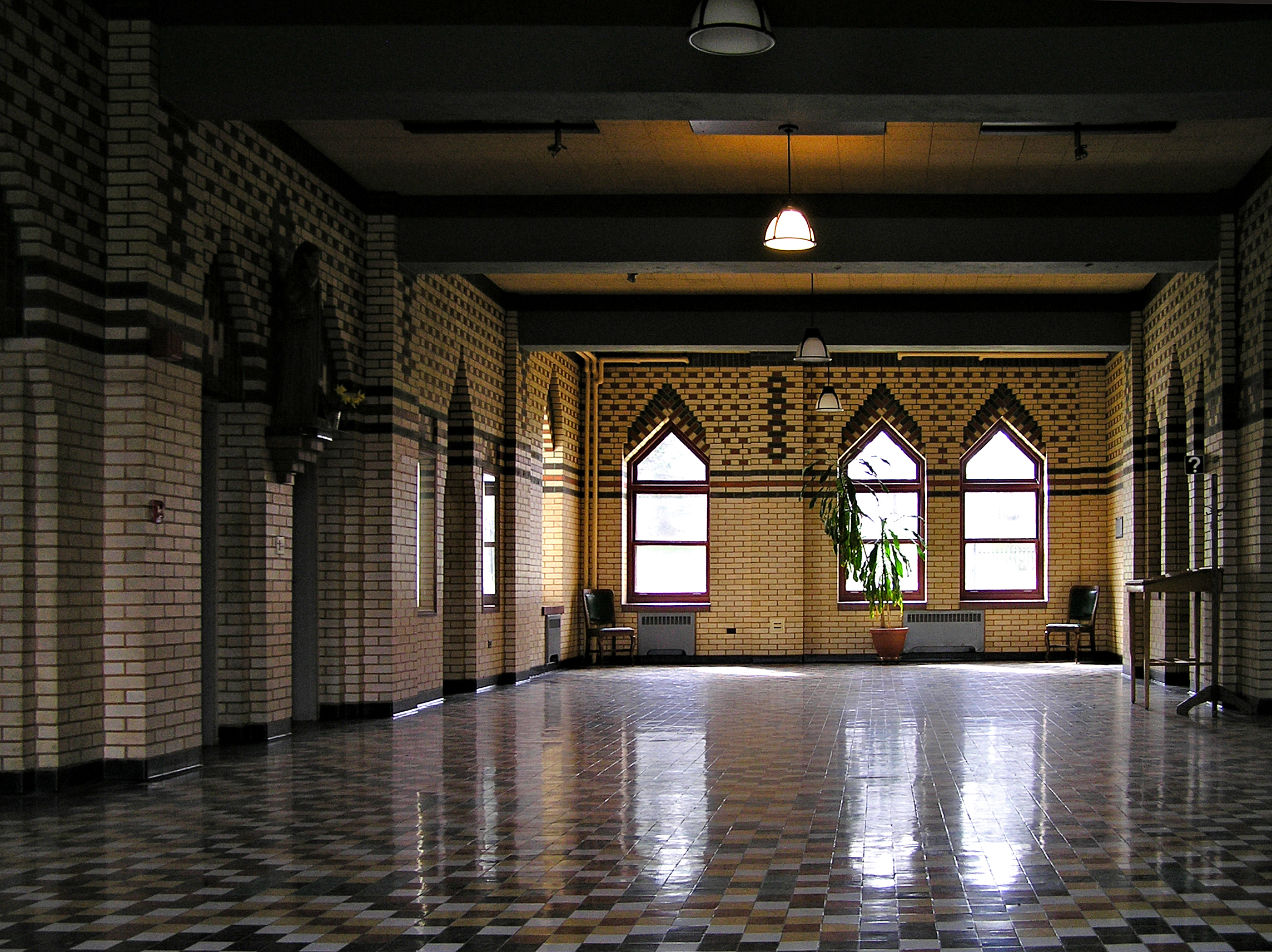
Le hall.
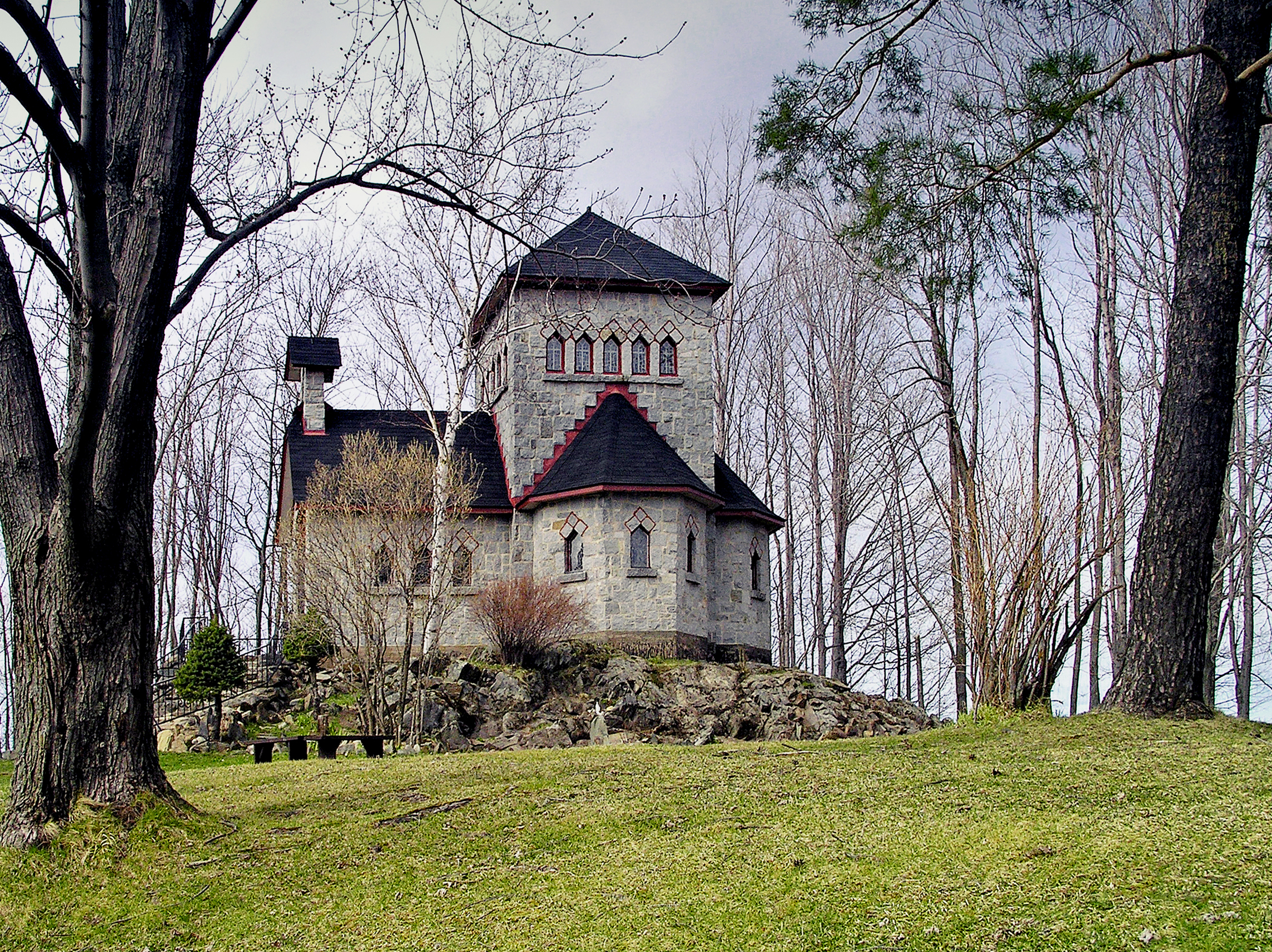
La Tour.